# Дмитрівка (Сумський район)
Дми́трівка — село в Україні, у Лебединській міській громаді Сумського району Сумської області. Населення становить 136 осіб. До 2020 орган місцевого самоврядування — Гринцівська сільська рада.

## Географія
Село Дмитрівка знаходиться між річками Вільшанка і Сула (5 км). По селу протікає пересихаючий струмок з загатою. Поруч проходить автомобільна дорога Н07.

## Історія
Станом на 2014 рік село було умовно розділене на 3 вулиці: центральна (Шевченка), Робоча, Шилово. Був Будинок культури і ферма. У занедбаному стані зернова комора та старий млин. У центрі села пам'ятник загиблим солдатам у Другій світовій війні. У Дмитрівці не було своєї церкви. В селі працювала 8 річна школа.У 1978 році її закрили і перевели учнів до Гринцівської середньої школи, залишивши лише початкову. Початкова школа у Дмитрівці проіснувала до середини 90 років.
12 червня 2020 року, відповідно до Розпорядження Кабінету Міністрів України № 723-р «Про визначення адміністративних центрів та затвердження територій територіальних громад Сумської області», увійшло до складу Лебединської міської територіальної громади.
19 липня 2020 року, після ліквідації Лебединського району, село увійшло до Сумського району. 

## Населення

### Мова
Розподіл населення за рідною мовою за даними перепису 2001 року:
| Мова       | Кількість | Відсоток |
| ---------- | --------- | -------- |
| українська | 195       | 98.49%   |
| російська  | 3         | 1.51%    |
| Усього     | 198       | 100%     |